# Zona umida di Morgex
Zona umida di Morgex este o arie protejată (arie specială de conservare — SAC, sit de importanță comunitară — SCI) din Italia întinsă pe o suprafață de 30 ha, integral pe uscat.

## Localizare
Centrul sitului Zona umida di Morgex este situat la coordonatele 45°45′05″N 7°03′18″E / 45.751375°N 7.054954°E.

## Înființare
Situl Zona umida di Morgex a fost declarat sit de importanță comunitară în septembrie 1995 pentru a proteja 4 specii de animale. Situl a fost protejat și ca arie specială de conservare în februarie 2013.

## Biodiversitate
Situată în ecoregiunea alpină, aria protejată conține 8 habitate naturale: Râuri de munte și vegetația erbacee de pe malurile acestora, Ape stătătoare oligotrofe până la mezotrofe, cu vegetație de Littorelletea uniflorae și/sau de Isoëto-Nanojuncetea, Râuri de munte și vegetația lor lemnoasă cu Salix elaeagnos, Liziere de ierburi înalte hidrofile de câmpie și de nivel montan până la alpin, Păduri aluvionare cu Alnus glutinosa și Fraxinus excelsior (Alno-Padion, Alnion incanae, Salicion albae), Fânețe montane, Pajiști cu Molinia pe soluri calcaroase, turboase sau argilos-nămoloase (Molinion caeruleae), Râuri de munte și vegetația lor lemnoasă cu Myricaria germanica.
La baza desemnării sitului se află mai multe specii protejate:
- păsări (3): pescăruș albastru (Alcedo atthis), stârc roșu (Ardea purpurea), egretă mică (Egretta garzetta)
- mamifere (1): liliac cârn (Barbastella barbastellus)

Pe lângă speciile protejate, pe teritoriul sitului au mai fost identificate 3 specii de plante, 6 specii de mamifere, 10 specii de nevertebrate.